# Arnhemsche Voetbalbond
De Arnhemsche Voetbalbond (AVB) is een voormalig voetbalbond in Nederland opgericht op 11 september 1908. In 1996 werd de bond die toen eigenlijk vanaf 1940 afdeling Arnhem heette, opgeheven door herstructurering bij de KNVB. Het gebied van de Arnhemsche Voetbalbond waren de regio's Arnhem, Veenendaal, Ede, Wageningen en Rheden.

## Geschiedenis
Door het groeiende aantal voetbalclubs in Gelderland wordt op 11 september 1908 de Arnhemsche Voetbalbond opgericht. De bond wordt gezien als een onderbond van de Geldersche Voetbalbond, dat voorheen een district Arnhem had.
Clubs kunnen tot 1922 dan ook vanuit de hoogste klasse van de Arnhemsche Voetbalbond promoveren naar Geldersche Voetbalbond en daarna eventueel verder door promoveren naar de NVB. Uiteraard kon degraderen naar de Arnhemsche Voetbalbond ook.
Clubs konden voor 1922 ook aansluiten bij de Geldersche Voetbalbond om vervolgens op die manier te kunnen promoveren naar de NVB. Daarom waren niet alle clubs uit de regio aangesloten bij de Arnhemsche Voetbalbond. Zelfs enkele clubs sloten zich eerst aan bij de Arnhemsche om zich na een paar jaar weer uit te schrijven en zich in te schrijven bij de Geldersche Voetbalbond. Het voordeel van direct aangesloten zijn bij de Geldersche Voetbalbond was het sneller kunnen promoveren naar de NVB.
In 1922 zijn er plannen om de Apeldoornsche, Nijmeegsche, Arnhemsche en de Geldersche Voetbalbond met elkaar te laten fuseren. Clubs uit de Arnhemsche Voetbalbond verzetten zich hier tegen. De Apeldoornsche en Nijmeegsche gaan er wel in mee en fuseren met de Geldersche Voetbalbond, een jaar later stapt de Nijmeegsche er alweer uit en gaat zelfstandig verder. Omdat de clubs en het bestuur van de Arnhemsche Voetbalbond weigeren te fuseren, wordt de bond bestraft. Tussen 1922 en 1924 kunnen de clubs niet meer promoveren naar de Geldersche Voetbalbond. De bond wordt in die tijd dan ook aangemerkt als wilde bond. In 1924 wordt de bond na een grote reorganisatie toegelaten tot de NVB. De bond staat vanaf dan op dezelfde hoogte als de Geldersche Voetbalbond. Clubs kunnen voortaan vanuit de hoogste klasse van de Arnhemsche Voetbalbond direct naar het laagste niveau van de NVB promoveren. Ook krijgt de Arnhemsche Voetbalbond door de NVB een gebied aangewezen. Hierdoor worden enkele clubs bij de Geldersche en Utrechtsche Provinciale Voetbalbond uitgeschreven en bij de Arnhemsche ingeschreven. Het gebied wat de Arnhemsche Voetbalbond naast Arnhem toegewezen krijgt zijn onder andere de plaatsen Veenendaal, Ede, Wageningen en Rheden.
In 1940 vindt er bij de NVB, die intussen koninklijk is verklaard en KNVB heet, een herstructurering plaats. De talloze voetbalbonden die Nederland rijk is worden ondergebracht bij de KNVB die vervolgens uit 20 onderafdelingen bestaat. In de meeste gevallen worden de regionale voetbalbonden gefuseerd met de grotere regionale bond. Echter in het zuiden van de provincie Gelderland zijn begin 1940 alleen de Geldersche, Arnhemsche en Nijmeegsche Voetbalbond aanwezig. Alle drie de bonden worden vervolgens in 1940 afdelingen van de KNVB. De Arnhemsche Voetbalbond heet vanaf 1940 afdeling Arnhem.

## Afkorting
De officiële afkorting van de Arnhemsche Voetbalbond was AVB. Echter dit was ook de officiële afkorting van de Amsterdamsche Voetbalbond. De Apeldoornsche Voetbalbond werd tot het fuseren met de Geldersche Voetbalbond in 1922 ook vaak afgekort als AVB. Officieel was Apeld. VB de officiële afkorting van de bond.